# Коника Минолта
Коника Минолта (јап. Konica Minolta) је јапански произвођач фотокопир апарата, факс машина, ласерских штампача, медицинских графичких уређаја, оптичких уређаја и сензорске опреме, а раније фотографске опреме и камера. Настао је са удруживањем фирме Коника и Минолта 7. јануара 2003.
Дана 19. јануара 2006. због лоших финансијских резултат фирма је објавила прекид производње камера, а сву фотографску технологију је откупила фирма Сони, која је наставила са развијањем камера на њиховој технологији - од 31. марта 2006. године. Последње камере Конике Минолте су рађене 30. септембра 2006.
Производњу колор филмова за апарате, хемикалија, фото-папира, дигиталних мини фото-лабораторија је такође преузела друга компанија - Дај Нипон.